# 36-я бригада (5-я дивизия, Канада)
36-я канадская бригадная группа — резервная бригада канадской армии, которая включает резервные подразделения 5-й канадской дивизии в Новой Шотландии и на Острове Принца Эдуарда. Бригада была сформирована в 1992 году.

## Структура
В состав бригады входят десять единиц:
- Полк Острова Принца Эдуарда (RCAC)
- Винтовки Галифакса (RCAC)
- 1-й (Галифакс-Дартмут) полк полевой артиллерии, RCA
- 84 отдельная полевая батарея
- 45-я инженерная эскадрилья
- Стрелки Принцессы Луизы
- Полк Западной Новой Шотландии
- 1-й горный батальон Новой Шотландии
- 2-й горный батальон Новой Шотландии
- 36-й служебный батальон